# 基拉蒂人
基拉蒂人（梵文：किरात、Kirata），是指喜瑪拉雅山脈的土著，分佈在緬甸至加德滿都谷地、印度東北部，屬於黄色人種，大概一至三万年前來到此地。從廣義上講基拉蒂人有林布族、拉伊人、遜瓦爾族、亞卡族等分支。這些地方在被離車族和廓爾喀人征服前也是黄色人種的地方，印度古籍中泛称这一带的人爲基拉塔人。

## 詞源
基拉蒂一字詞源尚無定論，一派觀點說是《夜柔吠陀》中的基拉塔人（Kirata），據描述他們是英俊山區人民和在森林裡獵人。
摩诃婆罗多以及Kirtarjuniya曰他们是Kiratas。在《摩訶婆羅多》中同Cina（音譯支那，和英文China同源，來自漢語的秦或晉）一起提及。

## 歷史
苏联尼泊尔共同考古项目发现了公元前30000年的石器時代工具。
推定最早提及他們的吠陀成書於公元前16世紀，他們的歷史可追溯至此時，尼泊爾的基拉蒂王朝由他們建立，直到從印度東北部遷徙來的離車毗征服了他们，建立了尼波羅國。

## 信仰
基拉蒂人信仰原始巫教基拉蒂教（Kiratism，Kirat Mundhum），如今尼泊爾基拉蒂人中仍有不少信眾。也有部分人信仰上座部佛教。

## 現代族群
Sunuwar, 拉伊族和林布族人被認為是基拉蒂人的後人。